# Jenő Bódi
Jenő Bódi (* 10. August 1963 in Nagykőrös) ist ein ehemaliger ungarischer Ringer. Er war Europameister 1988 im griechisch-römischen Stil im Federgewicht.

## Werdegang
Jenő Bódi begann als Jugendlicher im Jahre 1974 mit dem Ringen. Sein erster Verein war Ceglédi SE. Im Laufe seiner Karriere startete er auch noch für Kiskőrösi Petőfi Spartacus, Honvéd Budapest und Ganz-Mávag Budapest. Er konzentrierte sich ganz auf den griechisch-römischen Stil und startete als Senior immer in der Federgewichtsklasse (damals bis 62 kg Körpergewicht).
Seinen Einstand auf der internationalen Ringermatte gab er bei der Junioren-Weltmeisterschaft 1983 in Kristiansund/Norwegen. Es war ein glanzvoller Einstand, denn er wurde dort Junioren-Weltmeister vor dem Deutschen Dieter Schwind u. Sergei Kolotilo aus der Sowjetunion. Er wurde dann noch im selben Jahr auch bei der Weltmeisterschaft der Senioren in Kiew eingesetzt, musste dort aber gehöriges Lehrgeld bezahlen und schied nach zwei Niederlagen frühzeitig aus. In der Endabrechnung landete er dabei auf dem 17. Platz.
In den folgenden Jahren kämpfte er in Ungarn mit seinen älteren und auf der internationalen Ringermatte sehr erfolgreichen Landsleuten István Tóth und Árpád Sipos um die Vormachtstellung im Federgewicht. Es dauerte bis 1986, ehe er wieder bei einer internationalen Meisterschaft zum Einsatz kam. Bei der Europameisterschaft 1986 in Athen reichte es für ihn aber noch nicht zu einem Spitzenplatz, denn er landete auf dem 9. Platz.
1987 wurde er erstmals ungarischer Meister im Federgewicht. Er gewann dann in diesem Jahr bei der Europameisterschaft in Tampere mit dem 3. Platz auch seine erste Medaille bei einer internationalen Meisterschaft. Dabei bezwang er im Kampf um diesen 3. Platz den deutschen Meister Thomas Härtle klar nach Punkten. Bei der Weltmeisterschaft 1987 in Clermont-Ferrand verpasste Jenő Bódi knapp die Endrunde und kam auf den 7. Platz.
Das Olympiajahr 1988 begann für Jenő Bódi äußerst erfolgreich, denn er wurde in Kolbotn, einem Vorort von Oslo, Europameister im Federgewicht. Er ließ dabei Nencho Nentschew aus Bulgarien, Arutik Rubenjan aus der Sowjetunion und Peter Behl aus der BRD hinter sich. Bei den Olympischen Spielen in Seoul verpasste er dann mit einem 4. Platz knapp eine Medaille. Ausschlaggebend dafür war eine Niederlage gegen den sowjetischen Starter Kamandar Madschidow, der auch Olympiasieger wurde.
Der nächste Medaillengewinn glückte Jenő Bódi bei der Europameisterschaft 1990 in Posen. Er verlor dort zwar gegen den sowjetischen Sportler Gennadi Atmakin, erkämpfte sich aber mit einem Sieg über Ryszard Wolny aus Polen die Bronzemedaille. Bei der Weltmeisterschaft dieses Jahres in Rom wurde er in seinem Pool nur Vierter, erkämpfte sich aber mit einem Sieg über den Iraner Hassan Jusefiasher den 7. Platz.
Bei der Weltmeisterschaft 1991 in Warna schied Jenő Bódi frühzeitig aus und erreichte nur den 18. Platz. Dafür gewann er bei der Europameisterschaft 1992 in Barcelona hinter Sergei Martynow, der für die GUS startete und Hugo Dietsche aus der Schweiz wieder eine Bronzemedaille. Bei den Olympischen Spielen in Barcelona gelang ihm aber wieder kein Medaillengewinn. Er belegte im Federgewicht einen sehr guten 5. Platz, wobei er im Kampf um diesen Platz den US-Amerikaner Anthony Lee besiegte.
Bei der Europameisterschaft 1993 in Istanbul erkämpfte sich Jenő Bódi einen Poolsieg. Im Finale gegen Sergei Martynow hatte er aber keine Chance, gewann aber die EM-Silbermedaille. Dieser Medaille folgte bei der Weltmeisterschaft 1993 in Stockholm wieder ein guter 5. Platz.
Im Jahre 1994 bestritt Jenő Bódi seine letzte internationale Meisterschaft. Er erreichte dabei bei der Weltmeisterschaft in Tampere aber nur den 17. Platz. 
Nach der Weltmeisterschaft in Tampere trat er vom internationalen Ringersport zurück. Jenő Bódi startete ab 1990 auch viele Jahre bei Vereinen in der deutschen Bundesliga. So rang er z. B. für den KSV Wiesental und den KSV Kirrlach. In Budapest hatte er schon zu Beginn der 1990er Jahre eine Trainerausbildung absolviert und wurde nach 1994 Trainer am Leistungszentrum der ungarischen Ringer in Budapest. Außerdem ist er Trainer beim SC Vasas Budapest. Mit diesem Verein unterhält er enge sportliche Beziehungen zum deutschen Bundesligisten ASV Hof.

## Internationale Erfolge
(OS = Olympische Spiele, WM = Weltmeisterschaft, EM = Europameisterschaft, GR = griechisch-römischer Stil, Fe = Federgewicht, damals bis 62 kg Körpergewicht)
- 1983, 1. Platz, Junioren-WM in Kristiansund/Norwegen, GR, Fe, vor Dieter Schwind, BRD, Sergei Kolotilo, UdSSR, Mika Lehto, Finnland u. Thorsten Schlonske, DDR;
- 1983, 17. Platz, WM in Kiew, GR, Fe; Sieger: Hannu Lahtinen, Finnland vor Günter Reichelt, DDR u. Schiwko Wangelow Atanassow, Bulgarien;
- 1986, 9. Platz, EM in Athen, GR, Fe; Sieger: Lewon Dschufalakjan, UdSSR vor Rumen Tenew, Bulgarien, Stanislaw Barej, Polen u. Thorsten Schlonske;
- 1987, 3. Platz, EM in Tampere, GR, Fe, hinter Schiwko Wangelow Atanassow u. Wassili Woschni, UdSSR, vor Thomas Härtle, BRD, Hugo Dietsche, Schweiz und Gheorghe Savu, Rumänien;
- 1987, 7. Platz, WM in Clermont-Ferrand, GR, Fe; Sieger: Schiwko Wangelow Atanassow vor Kamandar Madschidow, UdSSR u. Shigeki Nishiguchi, Japan;
- 1987, 4. Platz, Grand Prix in Budapest, GR, Fe, hinter Kamal Musajew, UdSSR, Schiwko Wangelow Atanassow u. Hugo Dietsche, vor Jozsef Szuromi, Ungarn;
- 1987, 4. Platz, FILA Grand Prix Gala in Budapest, GR, Fe, hinter Schiwko Wangelow Atanassow, Hugo Dietsche u. Kamandar Madschidow;
- 1988, 1. Platz, EM in Kolbotn/Norwegen, GR, Fe, vor Nencho Nentschew, Bulgarien, Arutik Rubenjan, UdSSR, Peter Behl, BRD u. Mieczyslaw Tracz, Polen;
- 1988, 4. Platz, OS in Seoul, GR, Fe, hinter Kamandar Madschidow, UdSSR, Schiwko Wangelow Atanassow, An Dae-hyun, Südkorea, vor Peter Behl, BRD u. Isaac Andersson, USA;
- 1988, 3. Platz, FILA Grand Prix Gala in Budapest, GR, Fe, hinter Kamandar Madschidow u. Gilles Jalabert, Frankreich, vor Peter Behl u. Zoltan Lakatos, Ungarn;
- 1989, 5. Platz, WM in Martigny/Schweiz, GR, Fe, hinter Kamandar Madschidow, Huh Byung-ho, Südkorea, Mario Oliveira, Kuba, Mario Büttner, DDR und vor Peter Behl;
- 1990, 2. Platz, EM in Posen, GR, Fe, hinter Gennadi Atmakin, UdSSR, vor Ryszard Wolny, Polen, Necho Nentschew u. Faouzi Mokkedam, Frankreich;
- 1990, 7. Platz, WM in Rom, GR, Fe, hinter Mario Oliveira, Gennadi Atmakin, Ryszard Wolny, Anthony Lee, USA, Juha Virtanen, Finnland u. Shigeki Nishiguchi, Japan;
- 1991, 18. Platz, WM in Warna, GR, Fe; Sieger: Sergei Martynow, UdSSR, vor Mehmet Akif Pirim, Türkei und Juan Luis Marén, Kuba;
- 1992, 3. Platz, EM in Kopenhagen, GR, Fe, hinter Sergei Martynow, GUS u. Hugo Dietsche, vor Alexander Dawidowitsch, Israel u. Alsama Aziz, Schweden;
- 1992, 5. Platz, OS in Barcelona, GR, Fe, hinter Mehmet Akif Pirim, Sergei Martynow, Juan Luis Marén und Włodzimierz Zawadzki, Polen;
- 1993, 2. Platz, EM in Istanbul, GR, Fe, hinter Sergei Martynow, Russland u. vor Mehmet Akif Pirim, Georgi Saskavez, Belarus u. Mchitar Manukjan, Armenien;
- 1993, 5. Platz, WM in Stockholm, GR, Fe, hinter Sergei Martynow, Ender Memet, Rumänien, Juan Luis Marén, Hu Guohong, China u. vor Wlodzimierz Zawadzki;
- 1994, 17. Platz, WM in Tampere, GR, Fe; Sieger: Sergei Martynow vor Iwan Radnew, Bulgarien u. Wlodzimierz Zawadzki

## Ungarische Meisterschaften
Jenő Bódi wurde in den Jahren 1987, 1988, 1990, 1991, 1992 u. 1993 ungarischer Meister im Federgewicht, griechisch-römischer Stil.